# Немой перепел
Немо́й пе́репел, или японский перепел (лат. Coturnix japonica); некоторыми считается подвидом обыкновенного перепела — лат. Coturnix coturnix japonica), — птица из трибы Coturnicini семейства фазановых (Phasianidae). Вид одомашнен человеком и разводится ради мяса и яиц; используется также как модельный организм в научно-исследовательских (лабораторных) целях.

## Внешний вид
Экстерьером и общим тоном окраски напоминает обыкновенного перепела (Coturnix coturnix), но отличается от него голосом (вместо боя издаёт негромкие жужжащие звуки), несколько меньшей величиной, а также ржаво-коричневой окраской горла у самцов.

## Распространение
Перелётная птица, размножающаяся в Маньчжурии, Приморье и северной Японии; зимующая в южной Японии, на Корейском полуострове и в южном Китае.

## Одомашнивание
Немые перепела были одомашнены в Японии в конце XIX — начале XX века и являются основной птицей на перепелиных фермах. По другим сведениям, первыми перепелов одомашнили китайцы в IX веке.
В отличие от обыкновенных перепелов они менее драчливы и крикливы, поэтому лучше подходят для содержания в неволе. Существуют как яйценосные, так и мясные (бройлерные) породы перепелов. Самые крупные особи весят до 250 г, а яйценоскость от несушки может достигать 300 яиц в год.
Японский перепел является также одним из распространённых лабораторных объектов и используется для анализа мутационного процесса, характера наследования некоторых специфических признаков и др. (см. ниже).

## Генетика
Классическая генетика
В работах по классической частной генетике японских перепелов принято считать, что их исходная разновидность несёт в своём генотипе аллели дикого типа. С применением гибридологического анализа выявлены гены окраски оперения и некоторых других дискретных морфологических признаков и определена генетическая структура некоторых перепелиных пород по этим локусам, в том числе:
- сцепленный с полом (локализованный на Z-хромосоме) рецессивный ген неполного альбинизма (al) — белое оперение (с признаками частичного альбинизма);
- сцепленный с полом рецессивный ген коричневой окраски (br) — вариация коричневого оперения;
- аутосомный рецессивный ген белой окраски (wh) — белое оперение (например, у английской белой породы).
- аутосомная рецессивная мутация мраморной окраски (ma) — мраморная расцветка оперения (у мраморной породы; получена в результате рентгеновского облучения семенников самцов) и т. д.

У английских белых перепелов предположено также наличие неизвестных сцепленных с полом генов, что позволяет осуществлять в этой породе аутосексинг (колорсексинг) суточных птенцов по окраске пуха с точностью около 70 %.
- Лабораторная популяция японских перепелов на биофаке МГУ (видна особь с белой мутацией оперения)

Цитогенетика
Кариотип: 78 хромосом (2n). При дифференциальном окрашивании по Романовскому — Гимзе цитологических препаратов хромосом эстонских и японских перепелов у первых обнаружена дополнительная полоска в районе центромеры на 1-й хромосоме, что является отличительным цитогенетическим маркером, который можно использовать при различении двух пород.
Молекулярная генетика
- Депонированные нуклеотидные последовательности в базе данных EntrezNucleotide, GenBank, NCBI, США: 6859 (по состоянию на 31 марта 2015).
- Депонированные последовательности белков в базе данных EntrezProtein, GenBank, NCBI, США: 743 (по состоянию на 31 марта 2015).

Немой перепел является генетически наиболее изученным представителем трибы Coturnicini; ему принадлежит бо́льшая часть депонированных последовательностей по сравнению с другими видами трибы.
С целью обследования генетического разнообразия и филогенетического родства между породами и популяциями домашних перепелов проводят их генотипирование с помощью генетических маркеров — минисателлитов, или ДНК-фингерпринтов (VNTR), и случайно амплифицируемой полиморфной ДНК (RAPD).
Геном: 1,29—1,41 пг (C-value).
В 2013 году было осуществлено геномное секвенирование немого перепела.